# Lepisosteus platyrhincus
Lepisosteus platyrhincus is een straalvinnige vissensoort uit de familie van de kaaimansnoeken (Lepisosteidae). De wetenschappelijke naam van de soort is voor het eerst geldig gepubliceerd in 1842 door DeKay.